# 蘿西·黛
蘿西·珍·黛（英語：Rosie Jane Day；1995年3月6日—）是一名英格蘭演員、作家、劇作家及電影製作人。她因在Starz歷史劇集（2016年）中飾演瑪麗·霍金斯、在Sky One喜劇劇情類劇集《Living the Dream》（2017年－2019年）中飾演蒂娜·彭伯頓、在浪漫喜劇電影（2016年）中飾演夏娜，以及在超自然恐怖電影（2018年）中飾演西耶拉而聞名。
蘿西·黛還擔任青少年心理健康慈善機構stem4的大使。
她的首部著作《Instructions for a Teenage Armageddon》（改編自她的同名獨角戲）於2021年出版。

## 生平
4歲時，蘿西·黛被星探發掘，獲得了第一個角色，在1999年播出的BBC戲劇劇集《希望与荣誉》第一季中飾演艾瑪（Emma）。
次年，她在皇家國家劇院上演的馬克西姆·高爾基作品《避暑客》中飾演杜達科夫家族的其中一個孩子，並在《布萊克書店》、《Family Affairs》、《神表奇旅》、《My Life as a Popat》及《哈利街》等劇集中作為童星登場。
2010年，16歲時，蘿西·黛在安雅·里斯的舞台劇《Spur of the Moment》於西區劇院上演時飾演娜歐米（Naomi）。她於2012年在恐怖片《调味的房子》中飾演性交易受害者安琪（Angel），完成其長片處女作。該角色為她贏得影評界的讚譽，並使她在尖叫恐怖电影节上獲得最佳女演員獎。為了準備這個角色，蘿西·黛廣泛研究「曾處於那種情境中的女性的經歷」，並學習手語。她後來表示，飾演安琪「的確對她產生了影響」。2013年，蘿西·黛被《國際銀幕》評選為「明日之星」。
2015年，蘿西·黛在浪漫喜劇中與對戲，飾演後者叛逆的青少年女兒夏娜（Summer），並表示帕克在專業上對她有「巨大影響力」。其後，她在Starz歷史劇第二季中飾演常設角色瑪麗·霍金斯（Mary Hawkins）。該季於2016年播出，蘇格蘭演員·推薦她飾演霍金斯一角，兩人曾於兩年前合作過。
蘿西·黛在2017年劇情片《蝴蝶亲吻》（Butterfly Kisses）中的表演廣受好評，該片隨後在第67屆柏林影展上獲得水晶熊獎。同年，蘿西·黛於ITV迷你劇《主要嫌疑犯1973》中飾演潘·坦尼森（Pam Tennison），並開始在Sky One喜劇劇情類影集《Living the Dream》中主演蒂娜·彭伯頓（Tina Pemberton），該角色她一直飾演至2019年。
2018年，蘿西·黛在超自然恐怖電影中飾演問題重重的寄宿學校學生西耶拉（Sierra）。蘿西·黛自稱為一名女權主義者，她表示自己被該作品以女性為中心的取向所吸引。之後，她在2019年Sky Arts的《都市傳說》其中一集中飾演女演員珍·愛舍，並在2020年心理驚悚片《寶貝》中飾演一位染上毒癮的初生嬰兒之母，《國際銀幕》形容她在後者中的表演既「富於表現力」又「具有說服力」。
2021年，蘿西·黛主演即興喜劇電影《Real Love》，並在電子遊戲《Final Fantasy XIV：晓月之终途》中為角色梅蒂恩配音。同年在《探案拍档》與《呼叫助產士》客串後，蘿西·黛出演其自編的獨角戲《Instructions for a Teenage Armageddon》，該劇在2020年試演後，於2022年2月至3月在Southwark Playhouse上演。WhatsOnStage.com影評員阿倫·胡德（Alun Hood）形容她在《Instructions for a Teenage Armageddon》中飾演的艾琳（Eileen）一角「令人印象深刻且令人不安」，並補充其表演帶有「充滿火花、虛無主義的機智」。隨後，蘿西·黛在義警驚悚片《請君入甕》中飾演謀殺案受害者凱莉·弗林特（Kelly Flint），該片於2024年在串流平台首映。
2025年3月，蘿西·黛的小說處女作《Vipers》獲英國Serpent's Tail出版社出版，預定於2027年發行。

## 外部連結
- 蘿西·黛在互联网电影资料库（IMDb）上的資料（英文）